# Pàtria Amada
Pátria Amada és l'himne nacional de Moçambic adoptat el 2002 per substituir l'himne nacional anterior, "Viva, Viva a FRELIMO" massa identificat amb el que havia estat el partit únic.
 La seva lletra és la següent:
I

Na memória de África e do Mundo

Pátria bela dos que ousaram lutar

Moçambique, o teu nome é liberdade

O Sol de Junho para sempre brilhará
COR

Moçambique nossa terra gloriosa

Pedra a pedra construindo um novo dia

Milhões de braços, uma só força

Oh pátria amada, vamos vencer

II

Povo unido do Rovuma ao Maputo

Colhe os frutos do combate pela paz

Cresce o sonho ondulando na bandeira

E vai lavrando na certeza do amanhã
COR

Moçambique nossa terra gloriosa

Pedra a pedra construindo um novo dia

Milhões de braços, uma só força

Oh pátria amada, vamos vencer

III

Flores brotando do chão do teu suor

Pelos montes, pelos rios, pelo mar

Nós juramos por ti, oh Moçambique

Nenhum tirano nos irá escravizar
COR

Moçambique nossa terra gloriosa

Pedra a pedra construindo um novo dia

Milhões de braços, uma só força

Oh pátria amada, vamos vencer